# Гордиенко, Александр Леонидович
Алекса́ндр Леони́дович Гордие́нко (род. 1965, Николаев) — советский и российский волейболист, игрок сборной СССР (1987). Чемпион Европы 1987. Пятикратный чемпион СССР. Связующий. Мастер спорта СССР (1984),Мастер спорта международного класса (1985), заслуженный мастер спорта России (2003).
Волейболом начал заниматься в Харькове. В 1985—1995 выступал за ЦСКА. В его составе: пятикратный чемпион СССР (1986—1990), серебряный призёр чемпионата России 1993, обладатель Кубка СССР 1985, трёхкратный обладатель Кубка европейских чемпионов (1987—1989).
В составе сборной Москвы в 1986 году стал серебряным призёром Спартакиады народов СССР.
Чемпион мира (1985) и Европы (1984) среди молодёжных команд.
В составе сборной СССР в 1987 году стал чемпионом Европы.